# チャイナ・ライツ/カーテン・コール
「チャイナ・ライツ／カーテン・コール」は、1985年4月21日に発売された高田みづえの26枚目のシングルで、両A面仕様としてリリース。高田はこのシングルを最後に、同年6月限りで歌手業を含めた芸能活動を停止した。

## 解説
- 「チャイナ・ライツ」は、高田のシングル曲として康珍化が作詞を手がけた唯一の作となった。
- 「カーテン・コール」も、高田のシングル曲としてさだまさしによる唯一の提供曲となった。高田のファンたちに対してのメッセージ・ソング風の歌詞内容となっている。1985年6月に開催されたファイナル・コンサートや、フジテレビ系列『夜のヒットスタジオ』（現役歌手として最後の生出演）で本曲を歌唱した高田は、感極まって涙で歌声を詰まらせる場面があった。
- なお「カーテン・コール」は、のちにさだまさしが1985年8月にシングル・リリースした「恋愛症候群 - その発病及び傾向と対策に関する一考察 -」の、B面曲へセルフカバーで収録された。

## 収録曲
1. チャイナ・ライツ（3分43秒）
作詞：康珍化／作曲：筒美京平／編曲：大谷和夫
2. カーテン・コール（4分59秒）
作詞・作曲：さだまさし／編曲：渡辺俊幸